# Iulia (Schwester Caesars)
Iulia, zur Unterscheidung von ihrer gleichnamigen jüngeren Schwester in der modernen Forschung auch Iulia Maior genannt, war die ältere Schwester des römischen Diktators Gaius Iulius Caesar.

## Leben
Iulia wird in keiner antiken Quelle namentlich erwähnt. Ihre Existenz lässt sich nur erschließen aus einer Passage bei Sueton, bei der drei Männer, die Caesar als seine Erben einsetzt, als dessen sororum nepotes (wörtlich: „Enkel der Schwestern“) bezeichnet werden. Einer davon war der spätere Augustus, Großneffe Caesars über dessen mit Marcus Atius Balbus verheiratete (jüngere) Schwester und deren Tochter Atia. Der Plural sororum zeigt, dass die anderen beiden genannten Personen, Lucius Pinarius und Quintus Pedius, von einer zweiten Schwester Caesars abstammten. Wenn sie wie Augustus tatsächlich Großneffen des Diktators waren, lassen sich daraus keinerlei Schlüsse auf Iulias Ehen ziehen, da sie analog zu Augustus auch von Töchtern Iulias abstammen könnten.
Allerdings hat die Forschung aus chronologischen Gründen, nämlich der bekannten Karriere des Quintus Pedius, es für möglich gehalten, dass Pedius (und wohl auch Pinarius) entgegen dem Wortlaut bei Sueton nicht Großneffen, sondern Neffen Caesars waren. Gemäß dieser Rekonstruktion wäre Iulia zwei Ehen eingegangen, deren Reihenfolge aber unbekannt ist: mit einem Pinarius aus alter Patrizierfamilie und mit einem Marcus oder Quintus Pedius. Jedem ihrer Gatten gebar sie mindestens einen, nämlich den bei Sueton erwähnten, Sohn.